# Rugby (Dakota del Nord)
Rugby és una població dels Estats Units a l'estat de Dakota del Nord. Segons el cens del 2000 tenia 2.939 habitants.

## Demografia
Segons el cens del 2000, Rugby tenia 2.939 habitants, 1.291 habitatges, i 765 famílies. La densitat de població era de 588 hab./km².
Dels 1.291 habitatges en un 26,6% hi vivien nens de menys de 18 anys, en un 49% hi vivien parelles casades, en un 8% dones solteres, i en un 40,7% no eren unitats familiars. En el 37,3% dels habitatges hi vivien persones soles el 21,2% de les quals corresponia a persones de 65 anys o més que vivien soles. El nombre mitjà de persones vivint en cada habitatge era de 2,17 i el nombre mitjà de persones que vivien en cada família era de 2,89.
Per edats la població es repartia de la següent manera: un 23,1% tenia menys de 18 anys, un 5,4% entre 18 i 24, un 23,1% entre 25 i 44, un 20,2% de 45 a 60 i un 28,1% 65 anys o més.
L'edat mediana era de 44 anys. Per cada 100 dones de 18 o més anys hi havia 81,3 homes.
La renda mediana per habitatge era de 25.482 $ i la renda mediana per família de 35.745 $. Els homes tenien una renda mediana de 25.885 $ mentre que les dones 18.510 $. La renda per capita de la població era de 14.380 $. Entorn del 9,6% de les famílies i el 13,7% de la població estaven per davall del llindar de pobresa.

## Poblacions més properes
El següent diagrama mostra les poblacions més properes.